# Rio Grande da Serra
Rio Grande da Serra – miasto i gmina w Brazylii, w stanie São Paulo. Znajduje się w mezoregionie São Paulo i mikroregionie São Paulo.